# Litanies of Satan
Litanies of Satan − pierwszy album DVD polskiej grupy deathmetalowej Hate. Wydawnictwo ukazało się 28 czerwca 2004 roku nakładem wytwórni muzycznej Metal Mind Productions. Na płycie ukazał się koncert zespołu zarejestrowany w lutym 2004 roku w studiu telewizyjnym Krzemionki w Krakowie. Ponadto jako dodatki na DVD znajdują się galeria zdjęć, wywiady z członkami zespołu, biografia, niepublikowanie utwory oraz linki internetowe. 1 czerwca 2009 roku firma Metal Mind Productions wydała koncert w formie audio na płycie CD.

## Lista utworów
Opracowano na podstawie materiału źródłowego.
| Nr  | Tytuł utworu                    | Słowa                        | Muzyka                | Długość |
| --- | ------------------------------- | ---------------------------- | --------------------- | ------- |
| 1.  | „Intro”                         | utwór instrumentalny         | ATF Sinner            | 02:19   |
| 2.  | „Hex”                           | ATF Sinner                   | ATF Sinner, Hellrizer | 04:18   |
| 3.  | „Immolate The Pope”             | ATF Sinner                   | ATF Sinner, Hellrizer | 03:54   |
| 4.  | „The Shroud”                    | ATF Sinner                   | ATF Sinner            | 03:00   |
| 5.  | „The Scrolls”                   | ATF Sinner                   | ATF Sinner            | 04:21   |
| 6.  | „Anti-God Extremity”            | ATF Sinner                   | ATF Sinner, Hellrizer | 02:49   |
| 7.  | „Demigod”                       | ATF Sinner                   | ATF Sinner            | 03:04   |
| 8.  | „Close To The Nephilim”         | ATF Sinner                   | ATF Sinner            | 04:01   |
| 9.  | „The Sin Becomes”               | ATF Sinner                   | ATF Sinner, Ralph     | 03:54   |
| 10. | „The Kill (cover Napalm Death)” | Nik Bullen, Justin Broadrick | Napalm Death          | 00:41   |
| 11. | „Postmortem (cover Slayer)”     | Jeff Hanneman                | Jeff Hanneman         | 03:47   |
| 12. | „Awakening Of The Liar”         | ATF Sinner                   | ATF Sinner            | 03:39   |
| 13. | „Spirit Of Gospa”               | ATF Sinner                   | ATF Sinner, Hellrizer | 03:12   |
| 14. | „Flagellation”                  | ATF Sinner                   | ATF Sinner, Hellrizer | 02:37   |
| 15. | „No Life After Death”           | ATF Sinner                   | ATF Sinner            | 03:20   |
| 16. | „Sectarian Murder”              | ATF Sinner                   | ATF Sinner, Ralph     | 03:32   |
|     |                                 |                              |                       | 52:28   |

## Twórcy
Opracowano na podstawie materiału źródłowego.
| Zespół Hate w składzie - Adam „ATF Sinner” Buszko – gitara, śpiew, miksowanie dźwięku, produkcja dźwięku - Piotr "Kaos" Jeziorski – gitara - Cyprian Konador – gitara basowa - Dariusz „Hellrizer” Zaborowski – perkusja |  | Produkcja - Krzysztof „Kris” Wawrzak – miksowanie dźwięku, produkcja dźwięku - Piotr Brzeziński, Kazimierz Oleksy – realizacja dźwięku - Grzegorz Kupiec – miksowanie obrazu - Tomasz Dziubiński – producent wykonawczy - Tomasz „Graal” Daniłowicz – okładka, oprawa graficzna |